# فهرست شاهان اشکانی
شاهان و شاهنشاهان شاهنشاهی اشکانی از زمان پیروزی بر سلوکیان در ۱۴۰ پیش از میلاد (اگرچه آنها یک سده پیش از این، بر قلمرویی کوچک‌تر، شامل منطقه پارت، حکومت می‌کردند) تا شکست و کشته شدن واپسین شاه اشکانی، اردوان پنجم، در نبرد هرمزدگان در سال ۲۲۴ میلادی بر ایران حکومت کردند. شاهان اشکانی در زمان اوج قدرت خود بر کشوری فرمان می‌راندند که از مرزهای غربی تا ترکیه و در شرق تا افغانستان امروزی و غرب پاکستان گسترده بود.

## گاه‌شماری پادشاهان اشکانی

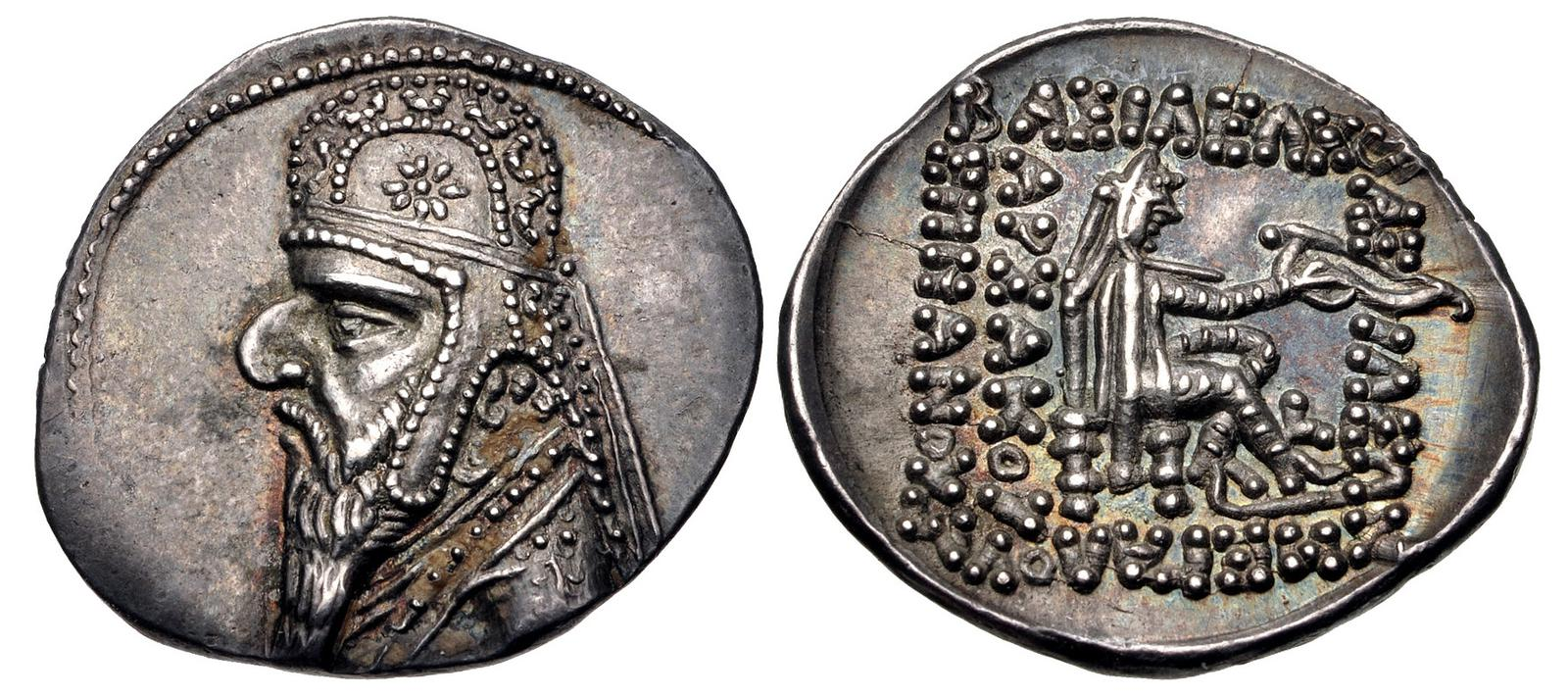
سکه مهرداد دوم اشکانی، که خود را با عناوین «شاهنشاه بزرگ، ارشک، آشکار» توصیف می‌کند. رسم معمول پادشاهان اشکانی بود که بعد از به سلطنت رسیدن فرنام «ارشک» را برای خود برمی‌گزیدند، و این باعث دشوارتر شدن طرح یک فهرست دقیق از شاهان اشکانی شده است.

ترتیب تقریبی فرمانروایان اشکانی از منابع ادبی و کهن باقی مانده، به ویژه تاریخ‌ها و گزارش‌های نوشته شده توسط مورخان رومی، نسبتاً به خوبی ثبت شده است، اما عدم قطعیت های بسیاری در جزئیات حکومت آنان وجود دارد. درک مدرن از گاه‌شماری و سال های حکومت و ترتیب فرمانروایان اشکانی بیشتر بر اساس منابع نوشتاری باقیمانده است. اما اطلاعاتی هم می‌توان از سکه های اشکانی به دست آورد؛ مانند تاریخ و نام پادشاهان. که این تاریخ‌ها و نام‌ها باید با آنچه در منابع نوشتاری آورده شده است مطابقت داده شود. البته یکی از بزرگترین مشکلات تجزیه و تحلیل سکه های اشکانی این است که سکه‌ها (به‌ویژه آن هایی که مربوط به قرون قبل می‌شوند) اغلب هیچ نشانه‌ای از اینکه پادشاه تصویر شده کیست را نشان نمی‌دهد. به‌دلیل آنکه بسیاری از سکه ها تاریخ دقیقی بر روی خود ندارند و تمام فرمانروایان نیز طبق رسم سلطنتی، خود را با عنوان ارشک نامیدند. ارشک برای اشکانیان یک لقب سلطنتی، مانند سزار برای رومیان، بود که به احترام بنیان‌گذار سلسله اشکانی، ارشک اول توسط تمام شاهان بعدی برگزیده شد. این رسم معمول پادشاهان اشکانی که به هنگام تخت نشستن ارشک را به عنوان نام سلطنتی خود انتخاب می‌کردند، ایجاد گاه‌شماری و ترتیب صحیح و دقیق از فرمانروایان را پیچیده می‌کند.
یکی از منابع مهم در زمینه مطالعات سکه های اشکانی، کتاب «مقدمه‌ای بر سکه های پارتی» اثر دیوید سلوود است که (از طریق نسخه‌های بعدی آن) مبنای مهم و اصلی برای تعیین ترتیب پادشاهان اشکانی به شمار می‌رود. به دلیل مشکلات ذکر شده در مورد سکه‌ها که اطلاعات نسبتا کمی ارائه می‌دهند، نتیجه‌گیری اسلوود در مورد شجره‌نامه و در مواردی ترتیب شاهان، در برخی موارد فقط بر اساس شمایل‌نگاری های روی سکه‌ها گرفته شده است. بنابراین، اگرچه هنوز کتاب سلوود پرکاربردترین و مهم‌ترین منبع برای تعیین سکه های اشکانی باقی مانده‌، با این حال تفاسیر اسلوود بدون چالش نمانده است و دیدگاه های دیگری نیز نه تنها در مورد تاریخ و شجره‌نامه، بلکه در مورد وجود یا عدم وجود برخی از پادشاهان وجود دارد. در میان تفاسیر دیگر، کار قابل توجهی توسط محقق غلامرضا ف. عصار انجام شده است که تفاسیر متفاوتی از سکه‌ها را پیشنهاد کرده است که در نتیجه گاه‌شماری متناوب و «تجدیدنظر شده» حاکمان اشکانی به دست آمده است. بسیاری از مورخان، مانند آورتوم (۲۰۲۰)، به جای تفسیر سلوود از تفسیر عصار استفاده کرده‌اند، برخی از نام‌گذاری‌های پادشاهان ممکن است باعث ایجاد سردرگمی شود، زیرا بسته به گاه‌شماری مورد استفاده، نام‌های خاصی برای پادشاهان مختلف استفاده می‌شود. به عنوان مثال، پادشاهی که توسط عصار به عنوان مهرداد چهارم شناخته می‌شود، توسط سلوود به عنوان مهرداد سوم شناخته می شود. نامی که عصار برای پادشاهی کاملاً متفاوت به کار می برد. بسیاری از مورخان نیز همچنان در مورد گاه‌شماری عصار تردید دارند و ترتیب سلوود از پادشاهان و تاریخ‌ها را ترجیح می‌دهند. برخی از نویسندگان، به عنوان مثال البروک (۲۰۲۱)، در گزارش های خود از گاه‌شماری اشکانی، از گاه‌شماری استفاده کردند تا هر دو فهرست سلوود و عصار را به عنوان دیدگاه هایی به یک اندازه محتمل نشان دهند.

## فهرست شاهان
این لیست شامل اسامی و تاریخ سلطنت شاهان اشکانی بر اساس دو منبع پیشنهاد عصار و سلوود، طبق ارائه الربروک است. تاریخ های پیشنهاد شده توسط تورج دریایی ( در سال ۲۰۱۲) و ادوارد دابروآ  نیز گنجانده شده است. تمام تاریخ‌ها تقریبی می‌باشد. 
| تصویر | نام                                         | تاریخ حکومت     | تاریخ حکومت               | تاریخ حکومت   | تاریخ حکومت     | یادداشت |
| ----- | ------------------------------------------- | --------------- | ------------------------- | ------------- | --------------- | --- |
| تصویر | نام                                         | سلوود (۱۹۷۱–۸۰) | عصار (۲۰۱۱)               | دریایی (۲۰۱۲) | دابروا (۲۰۱۲)   | یادداشت |
|       | ارشک یکم آرشاک                              | ۲۴۷–۲۱۱ پ.م     | ۲۴۷–۲۱۱ پ.م               | ۲۴۷–۲۱۱ پ.م   | ۲۴۷–۲۱۷ پ.م     | بنیان‌گذار دودمان اشکانی. او حاکم سلوکی پارت، آندراگوراس را شکست داد و ایالت پارت را فتح و آنجا تاج‌گذاری کرد. |
|       | ارشک دوم آرشاک                              | ۲۱۱–۱۹۱ پ.م     | ۲۱۱–۱۸۵ پ.م               | ۲۱۱–۱۹۱ پ.م   | ۲۱۷–۱۹۱ پ.م     | پسر ارشک یکم. |
|       | فریاپت فْریاپَت                               | ۱۹۱–۱۷۶ پ.م     | ۱۸۵–۱۷۰ پ.م               | ۱۹۱–۱۷۶ پ.م   | ۱۹۱–۱۷۶ پ.م     | فرزند برادرزاده ارشک یکم. ممکن است فریاپت تاج و تخت را مستقیماً از ارشک دوم به ارث برده باشد؛ زیرا ارشک دوم احتمالاً فرزندی نداشته است، یا فرزند احتمالی او زیر سن قانونی بوده است. یا شاید به این دلیل که ارشک دوم او را برای سلطنت لایق‌تر میدید و در نتیجه او را عنوان جانشین خود انتخاب کرد. |
|       | —نخستین شاه ناشناس—                         | —               | ۱۷۰–۱۶۸ پ.م               | —             | —               | نوه ارشک دوم. طبق گاه‌شماری عصار، فریاپت این فرد را به عنوان وارث خود خود تعیین کرد. |
|       | فرهاد یکم فَرْهات                             | ۱۷۶–۱۷۱ پ.م     | ۱۶۸–۱۶۴ پ.م               | ۱۷۶–۱۷۱ پ.م   | ۱۷۶–۱۷۱ پ.م     | فرزند ارشد فریاپت، که مدت کوتاهی پیش از برادرش مهرداد یکم سلطنت کرد. احتمالا فرهاد فرزندانی داشته است، اما چون برادرش مهرداد را از پسرانش بالیاقت‌تر می‌دانست، او را به عنوان جانشین خود برگزید. |
|       | مهرداد یکم میهْرَدات                          | ۱۷۱–۱۳۲ پ.م     | ۱۶۴–۱۳۲ پ.م               | ۱۷۱–۱۳۸ پ.م   | ۱۷۱–۱۳۲ پ.م     | فرزند فریاپت. فتوحات مهرداد در ایران و میان‌رودان، پادشاهی محلی اشکانی را به یک امپراتوری تبدیل کرد. براساس اسناد بابلی، او لقب شاهنشاه را برای خود برگزید. |
|       | فرهاد دوم فَرهات                             | ۱۳۲–۱۲۷ پ.م     | ۱۳۲–۱۲۷ پ.م               | ۱۳۸–۱۲۷ پ.م   | ۱۳۲–۱۲۶ پ.م     | فرزند مهرداد یکم. در ابتدا به دلیل سن کم او در هنگام مرگ پدرش، مادرش رینو نایب‌السلطنه او قرار گرفت. |
|       | اردوان یکم اَردَوان                           | ۱۲۷–۱۲۴ پ.م     | ۱۲۷–۱۲۶ پ.م               | ۱۲۷–۱۲۴ پ.م   | ۱۲۶–۱۲۳/۱۲۲ پ.م | فرزند فریاپت. |
|       | اردوان (دوم) اَردَوان                         | —               | ۱۲۶–۱۲۲ پ.م               | —             | —               | فرزند اردوان یکم. براساس نوشته های مورخ رومی، ژوستین، مورخان به طور سنتی تصور میکنند که احتمالا پس از مرگ مهرداد یکم، پسرش مهرداد دوم بلافاصله جانشین او شده است. اگرچه عصار و برخی دیگر از محققان معتقدند که براساس سکه ها و اسناد خط میخی، بین سلطنت مهرداد یکم و مهرداد دوم چندین شاه وجود دارد که احتمالاً اردوان (دوم) هم از آنها بود که نامش به اشتباه با پدرش، که همین نام را داشت، ترکیب شده است. |
|       | —دومین شاه ناشناس—                          | —               | ۱۲۲–۱۲۱ پ.م               | —             | —               | پسر اردوان (دوم). این شاه توسط عصار، بر اساس مجموعه ای از سکه ها که به طور سنتی به مهرداد دوم نسبت داده می شود، پیشنهاد شده است. از نظر عصار، سکه‌ها فرمانروایی جوان و بی ریش را نشان می‌دهند که با چهره‌های کاملاً ریش‌دار و قدیمی‌تر که روی سکه‌های اردوان یکم و (دوم) و مهرداد دوم به تصویر کشیده شده، در تضاد است و احتمالا پادشاهی دیگر است که بین آنها سلطنت کرده است.                                    |
|       | مهرداد دوم میهْرَدات                          | ۱۲۴–۹۱ پ.م      | ۱۲۱–۹۱ پ.م                | ۱۲۳–۸۸ پ.م    | ۱۲۲–۹۱ پ.م      | پسر اردوان یکم یا فریاپت. اولین فرمانروای اشکانی که با اطمینان ثابت شده است که رسماً عنوان شاهنشاه را به خود اختصاص داده است. |
|       | گودرز یکم گودَرْز [مدعی سلطنت؟]               | ۹۵–۹۰ پ.م       | ۹۱–۸۷ پ.م                 | ۹۵–۹۰ پ.م     | ۹۲–? پ.م        | تاریخ سلطنت و شجره نامه این شاه به دلیل نامشخص بودن انتساب بسیاری از سکه ها مورد مناقشه است. عصار بر اساس منابع خط میخی او را پسر مهرداد دوم معرفی می کند و می گوید که او جانشین پدرش در بابل شد. دریایی او را نوه فریاپت معرفی می‌کند. به گفته عصار، حکومت گودرز توسط سیناتروک یکم به رسمیت شناخته نشد و او به جنگ و ستیز با گودرز برخاست.                                                               |
|       | مهرداد سوم میهْرَدات                          | —               | ۸۷–۸۰ پ.م                 | —             | —               | پسر مهرداد دوم (طبق گفته عصار). |
|       | ارد اول اُرود                                | ۹۰–۸۰ پ.م       | ۸۰–۷۵ پ.م                 | ۹۰–۸۰ پ.م     | —               | شجره‌نامه او نامشخص است: عصار معتد است که ارد یکم پسر گودرز یکم است، در حالی که سلوود معتقد است که او پسر مهرداد دوم است، زیرا ارد یکم در سکه هایش با تاجی مشابه مهرداد دوم به تصویر کشیده است. دریایی اما معتقد است که ارد یکم برادر گودرز یکم است. |
|       | سومین شاه ناشناس                            | ۸۰ پ.م          | —                         | —             | —               | مطابق نظر سلوود، حاکمی گمنام که فقط از طریق سکه ها شناخته شده است. |
|       | —چهارمین شاه ناشناس—                        | ۸۰–۷۰ پ.م       | ۷۸/۷۷–۶۲/۶۱ پ.م           | —             | —               | طبق نظر سلوود و عصار، حاکمی گمنام که فقط از طریق سکه ها شناخته شده است. |
|       | سیناتروک سَنَتْروک [مدعی سلطنت؟]               | ۷۵ پ.م          | ۹۳/۹۲–۷۰/۶۹ پ.م (به نوبت) | ۷۷–۷۰ پ.م     | ۸۸/۸۷–۷۱/۷۰ پ.م | پسر فریاپت (دریایی و سلوود) یا پسر مهرداد یکم (عصار و دیگران) سلوود معتقد است که او در دهه ۷۰ قبل از میلاد برای مدت کوتاهی سلطنت کرده است. در حالی که عصار و دبرووا معتقداند که او از دهه ۹۰ پ.م تا دهه ۷۰ پ.م به عنوان یک پادشاه رقیب حکومت می کرد و شاید بعدا در دهه ۷۰ پ.م به طور کامل قدرت را به دست آورد. نام او در اسناد خط میخی بابلی ذکر نشده است.                                               |
|       | فرهاد سوم فَرْهات                             | ۷۰–۵۷ پ.م       | ۷۰/۶۹–۵۸/۵۷ پ.م           | ۷۰–۵۷ پ.م     | ۷۱/۷۰–۵۸/۵۷ پ.م | فرزند سیناتروک. برخلاف پدر، نام او در اسناد بابلی ذکر شده است. |
|       | مهرداد چهارم میهْرَدات                        | ۵۷–۵۴ پ.م       | ۵۸/۵۷–۵۵ پ.م              | ۵۷–۵۴ پ.م     | ۵۸/۵۷–۵۴/۵۳ پ.م | پسر فرهاد سوم. او پس از به قتل رساندن پدرش بر تخت نشست. |
|       | ارد دوم اُرود                                | ۵۷–۳۸ پ.م       | ۵۷–۳۸ پ.م                 | ۵۷–۳۸ پ.م     | ۵۸/۵۷–۳۸ پ.م    | پسر فرهاد سوم. او به برادرش مهرداد در به قتل رساندن پدرش فرهاد کمک کرد. او بعد مدتی برادرش را خلع کرد و به قتل رساند و خود شخصا امور سلطنت را برعهده گرفت. |
|       | پاکور اول پاکور [شریک سلطنت؟]               | ۳۹ پ.م          | —                         | —             | —               | فرزند ارشد ارد دوم. سلوود معتقد است او مدت کوتاهی سلطنت کرده است. میزان قدرت سلطنتی او، اینکه آیا به عنوان شریک جوان سلطنت همراه پدرش حکومت کرد یا یک مدعی سلطنت و یاغی بوده یا در ابتدا مدتی حکومت کرده است، مشخص نیست. |
|       | فرهاد چهارم فَرْهات                           | ۳۸–۲ پ.م        | ۳۸/۳۷–۲ پ.م               | ۳۸ پ.م– م ۲   | ۳۸–۳/۲ پ.م      | پسر ارد دوم. او پس از مرگ پاکور، توسط ارد به عنوان جانشین شد. فرهاد در بدو سلطنت، برای تحکیم پایه های سلطنت خود، تمام فرزندان ارد دوم را قتل عام کرد. |
|       | تیرداد دوم تیریداتَه [مدعی سلطنت]            | ۲۹–۲۷ پ.م       | ۲۷ پ.م                    | —             | ۳۱ پ.م          | عضوی از دودمان اشکانی با شجره نامه ای نامشخص. شاه رقیب تحت حمایت بخشی از اشراف پارتی در برابر فرهاد چهارم توانست برای مدتی کنترل امپراتوری را بدست بیاورد و فرهاد چهارم را به تبعید بکشاند. اما پس از یک دوره سلطنت کوتاه، توسط فرهاد شکست خورد و به تبعید کشانده شد. |
|       | فرهاد پنجم فَرْهات                            | ۲ پ.م – م ۴     | ۲ پ.م – م ۴/۵             | م ۲–۴         | ۳/۲ پ.م – م ۲   | پسر فرهاد چهارم. در کنار مادرش، موزا، حکومت را بدست گرفت. |
|       | موزا [شریک سلطنت]                           | ۲ پ.م – م ۴     | ۲ پ.م – م ۴/۵             | م ۲–۴         | ۳/۲ پ.م – م ۲   | او پیشتر یک کنیز رومی بود و بعد همسر فرهاد چهارم و مادر فرهاد پنجم شد. او به عنوان اولین و تنها ملکه حاکم امپراتوری اشکانی، همراه با پسرش فرهاد پنجم، حکومت می‌کرد. |
|       | ارد سوم اُرود                                | م ۶             | م ۶–۸                     | م ۶           | م ۴–۶           | عضوی از دودمان اشکانی، با شجره‌نامه‌ای نامشخص. مورخان اعتقاد دارند او پس از برکناری فرهاد پنجم، مدتی توسط بزرگان به تخت سلطنت رسید و احتمالا پس از مدتی کوتاه، به قتل رسید. دریایی معتقد است ارد پسر فرهاد چهارم بوده‌است. |
|       | ونون یکم ونُن                                | م ۸–۱۲          | م ۸–۱۲                    | م ۸–۱۲        | م ۶–۱۱/۱۲       | پسر فرهاد چهارم. |
|       | اردوان دوم اَردَوان                           | م ۱۰–۳۸         | م ۱۰–۳۸                   | م ۱۰–۳۸       | م ۱۱/۱۲–۳۹      | اصل و نسب او نامشخص است. احتمالا نوه دختری فرهاد چهارم بود. او در حدود سال ۱۰ میلادی علیه ونون یکم طغیان کرد و پس از شکست دادن ونون در سال ۱۲ میلادی، شاهنشاه کل امپراتوری اشکانی شد. |
| [ ت ] | تیرداد سوم تیریداتَه                         | م ۳۵–۳۶         | —                         | م ۳۵–۳۶       | م ۳۵–۳۶         | نوه فرهاد چهارم. مدتی پس از خلع اردوان، توسط اشراف پارتی در تیسفون به تخت سلطنت نشست که پس از یک سلطنت کوتاه از اردوان شکست خورد. |
|       | وردان یکم وَرْدان                             | م ۴۰–۴۷         | م ۳۸–۴۶                   | م ۴۰–۴۷       | م ۳۹–۴۵         | پسر اردوان دوم. با برادرش گودرز دوم، بر سر جانشینی تاج و تخت پس از مرگ پدرشان، جنگید. در نهایت دو برادر صلح کردند و توافق شد که وردان بر کل امپراتوری حکومت کند و گوترزس تنها بر هیرکانیا. پس از مدتی سلطنت، وردان به مرگی مشکوک درگذشت و برادرش، گودرز، تنها شاه امپراتوری اشکانی شد. |
|       | گودرز دوم گودَرْز                             | م ۴۰–۵۱         | م ۴۴–۵۱                   | م ۴۰–۵۱       | —               | پسر اردوان دوم. در زمان برادرش وردان، حاکم هیرکانیا بود و پس از مرگ او، حاکم تمام امپراتوری اشکانی شد. |
|       | مهرداد میهْرَدات [مدعی سلطنت]                 | —               | م ۴۹–۵۰                   | —             | م ۴۹–۵۱         | پسر ونون یکم. علیه سلطنت گودرز دوم شورش کرد. |
|       | ونون دوم ونُن                                | م ۵۱            | —                         | م ۵۱          | —               | احتمالا نوه دختری فرهاد چهارم (و برادر اردوان دوم) بوده است. او مدتی کوتاه، احتمالا با سلطه ای ضعیف و شکننده، بر امپراتوری اشکانی حکومت کرد. |
|       | بلاش یکم وَلَگَش                               | م ۵۰–۷۹         | م ۵۰–۵۴؛ ۵۸–۷۷            | م ۵۱–۷۸       | م ۵۱–۷۸/۷۹      | احتمالا پسر ونون دوم یا برادر گودرز دوم (یعنی پسر اردوان دوم) بود. اگر بلاش یکم برادر گودرز دوم بود، احتمالا ونون دوم یک پادشاه رقیب بود، نه سلف مستقیم بلاش یکم. |
|       | وردان دوم وَرْدان [مدعی سلطنت]                | م ۵۵–۵۸         | م ۵۵–۵۸                   | م ۵۴–۵۸       | م ۵۴/۵۵         | پسر وردان یکم. او علیه بلاش یکم در سلوکیه شورش کرد و شاید برای چندین سال توانست در آنجا حکومت کند. |
|       | پاکور دوم پاکور                             | م ۷۵–۱۱۰        | م ۷۸–۱۲۰                  | م ۷۸–۱۰۵      | م ۷۸–۱۱۰        | پسر بلاش یکم. زمانی که پاکور دوم هنوز کودک بود به طور مشترک در سلطنت شریک پدرش بود. پس از مرگ پدرش، او جانشین پدرش به عنوان شاهنشاه کل امپراتوری اشکانی شد. |
|       | بلاش دوم وَلَگَش [مدعی سلطنت]                  | م ۷۷–۸۰         | م ۷۶/۷۷–۷۹                | —             | —               | پسر بلاش یکم. او علیه برادرش پاکور شورش کرد. اطلاعات ما از وجود بلاش دوم بر اساس ضرب سکه است، اما وجود او مورد تردید قرار گرفته‌است، زیرا ممکن است سکه‌ها مربوط به بلاش یکم باشند. |
|       | اردوان سوم اَردَوان [مدعی سلطنت؟]             | م ۸۰–۸۲         | م ۷۹/۸۰–۸۵                | م ۸۰–۹۰       | —               | پسر یا برادر بلاش یکم. او ظاهرا علیه پاکور دوم شورش کرد.برخی دیگر معتقدند او عموی پاکور بوده است، نه برادر او. بنابراین ممکن است در زمان کودکی پاکور، مدت کوتاهی به عنوان پادشاه قانونی حکومت کرده باشد. |
|       | بلاش سوم وَلَگَش                               | م ۱۰۵–۱۴۷       | م ۱۱۱–۱۴۶                 | م ۱۰۵–۱۴۷     | م ۱۱۰–۱۴۷       | پسر پاکور دوم. |
|       | خسرو یکم خُسرو [مدعی سلطنت]                  | م ۱۰۹–۱۲۹       | م ۱۰۸/۱۰۹–۱۲۷/۱۲۸         | م ۱۰۹–۱۲۹     | —               | پسر پاکور دوم. او در برابر بلاش سوم شورش کرد و برای چندین دهه کنترل غرب امپراتوری اشکانی را در دست گرفت. پس از پیروزی امپراتور تراژان بر پارت در سال ۱۱۶ پس از میلاد، توسط رومیان خلع شد. اما مدتی بعد دوباره تاج و تخت را پس گرفت. |
|       | پارتاماسپت پارتاماسپاتَه [دست نشانده رومیان] | م ۱۱۶           | —                         | —             | —               | پسر خسرو. رومیان پس از فتح میان‌رودان او را به عنوان پادشاه دست نشانده پارت اعلام کردند. اما او مدت کوتاهی پس از ترک رومیان، از پدرش شکست خورد و اخراج شد. |
|       | سیناتروک دوم سَنَتْروک [مدعی سلطنت]            | —               | م ۱۱۶                     | —             | —               | پسر مهرداد پنجم (ح. ۱۲۹-۱۴۰). احتمالاً او در کنار پدرش، علیه برادرش پارتاماسپت برخاست. فقط توسط مورخ بیزانسی، یوحنا مالالاس، با برخی سکه مشکوک منسوب به او، ذکر شده است. بنابراین مشخص نیست که آیا سیناتروک دوم وجود داشته است یا نه. |
|       | —پنجمین شاه ناشناس — [مدعی سلطنت]           | م ۱۴۰           | —                         | —             | —               | او عضوی از دودمان اشکانی بود، اما شجره نامه او مشخص نیست. اطلاعات اندکی از او وجود دارد. او مقابل بلاش سوم برخاست. |
|       | مهرداد پنجم میهْرَدات [مدعی سلطنت]            | م ۱۲۹–۱۴۰       | م ۱۲۸–۱۴۷                 | م ۱۲۹–۱۴۰     | م ۱۲۹–۱۴۰       | پسر پاکور دوم. اطلاعات اندکی از او موجود است. وی علیه بلاش سوم شورش کرد. ممکن است قبلاً در سال ۱۱۶/۱۱۷ میلادی به همراه پسرش سیناتروک دوم، علیه پارتاماسپت شورش و تاج و تخت را تصاحب کرده است. |
|       | بلاش چهارم وَلَگَش                             | م ۱۴۷–۱۹۱       | م ۱۴۷–۱۹۱                 | م ۱۴۷–۱۹۱     | م ۱۴۷–۱۹۱/۱۹۲   | پسر مهرداد پنجم. پس از مرگ بلاش سوم، تاج و تخت را تصاحب کرد. |
|       | خسرو دوم خُسرو [مدعی سلطنت]                  | م ۱۹۰           | م ۱۹۰–۲۰۸                 | —             | —               | عضوی از دودمان اشکانی با شجره نامه ای نامشخص. او در برابر بلاش چهارم، و احتمالا بلاش پنجم، شورش کرد. احتمالا در پارت فرمانروایی کرد و بلاش چهارم و بلاش پنجم نیز میان‌رودان را در اختیار داشتند. |
|       | بلاش پنجم وَلَگَش                              | م ۱۹۱–۲۰۸       | م ۱۹۱–۲۰۷/۲۰۸             | م ۱۹۱–۲۰۸     | م ۱۹۱/۱۹۲–۲۰۸   | پسر بلاش چهارم. |
|       | بلاش ششم وَلَگَش                               | م ۲۰۸–۲۲۸       | م ۲۰۷/۲۰۸–۲۲۱/۲۲۲         | م ۲۰۸–۲۲۸     | م ۲۰۸–۲۲۱/۲۲۲   | پسر بلاش پنجم. او برای کنترل امپراتوری با برادرش اردوان چهارم جنگید و به نظر می رسد که کنترل بیشتر آن را، تا سال ۲۱۶ میلادی، از دست داد. بلاش ششم احتمالا تا سال ۲۲۸ میلادی همچنان بر بخش‌هایی از شاهنشاهی اشکانی حکومت می‌کرده است، زیرا سکه‌هایی با نام او به تاریخ آن سال موجود است. |
|       | اردوان چهارم اَردَوان                         | م ۲۱۶–۲۲۴       | م ۲۱۲–۲۲۴                 | م ۲۱۶–۲۲۴     | AD ?–224        | پسر بلاش پنجم. او با برادرش بلاش ششم برای دستیابی به تاج و تخت جنگید و در سال ۲۱۶ میلادی تمام امپراتوری، جز میان‌رودان، را در اختیار گرفت. اردوان چهارم آخرین پادشاه شاهنشاهی اشکانی بود و در سال ۲۲۴ پس از میلاد توسط اردشیر بابکان، بنیان‌گذار شاهنشاهی ساسانی، شکست خورد. |
|       | تیرداد چهارم تیریداتَه [مدعی سلطنت]          | م ۲۱۶–۲۲۴?      | —                         | —             | —               | عضوی از دودمان اشکانی اما با شجره نامه ای نامشخص. وجود تیرداد چهارم دقیقا مشخص نیست. سلوود مدرک وجود این پادشاه را بر اساس متن سورشارژ شده روی سکه‌ای از اردوان چهارم می‌داند که به نظر می‌رسد نام تیرداد را در خود جای داده است، اما این خوانش مشکوک و مورد بحث است. |

## یادداشت ها
1. ↑  وجود چندین گاهشماری پیشنهادی از فرمانروایان اشکانی، شمارش شاهان آن، به ویژه آن شاهانی که اردوان نام دارند، را گیج‌کننده می‌سازد. عصار ارشک دوم را اردوان اول میداند و در نتیجه اردوان اول فهرست سلوود (و این فهرست) توسط عصار به عنوان اردوان دوم نام میگیرد. اردوان دوم توسط عصار به عنوان فرزند احتمالی اردوان اول / دوم شناخته میشود و توسط عصار به عنوان اردوان سوم شماره گذاری شده است. اما سلوود وجود این شاه را به رسمیت نمیشناسد. در نتیجه طبق گاه شماری سلوود، سه اردوان بعدی به ترتیب اردوان دوم، اردوان سوم و اردوان چهارم نامیده میشوند. در حالی که در گاه شماری عصار، سه اردوان بعدی به ترتیب اردوان چهارم، اردوان پنجم و اردوان ششم نامیده شده‌اند.[۱۷]
2. ↑  دابروا سال پایان سلطنت گودرز را بیان نمی‌کند. محققانی که وجود مهرداد سوم را به رسمیت نمیشناسند، ارد یکم را به عنوان جانشین مستقیم گودرز معرفی می کنند. سیمونتا (۲۰۰۱) و شایگان (۲۰۱۱) هر دو بیان می‌کنند که گودرز تا سال ۸۰ قبل از میلاد حکومت کرد، و سپس ارد جانشین او شد.[۲۰][۲۱]
3. ↑  با شمارش تیرداد یکم، برادر فرضی ارشک یکم،[۲۷] که در واقع هرگز حکومت نکرد، شماره گذاری شده‌است. بسیاری از مورخان امروزه معتقدند که تیرداد کاملاً تخیلی است.[۲۸] اگر تیرداد یکم در گاه شماری حساب نشود، این پادشاه به عنوان تیرداد یکم شماره‌گذاری می‌شود و تعداد پادشاهان بعدی به این نام (تیرداد) نیز کمتر میشوند.[۲۷]
4. ↑  هیچ سکه ای که توسط تیرداد سوم ضرب شده باشد، یافت نشده است.[۳۳]
5. ↑  دابرووا سال آغاز سلطنت اردوان چهارم را بیان نمی کند. علاوه بر ۲۱۲ میلادی و ۲۱۶ میلادی، تاریخ های دیگری نیز پیشنهاد شده است، مانند تاریخ ۲۱۳ میلادی که توسط چامونت و شیپمن (۱۹۸۸)پیشنهاد شده است.[۵۲]